# Jean-Désiré Sikely
Jean-Désiré Sikely (ur. 27 stycznia 1951 w Grand-Lahou) – iworyjski piłkarz grający na pozycji napastnika. W swojej karierze grał w reprezentacji Wybrzeża Kości Słoniowej.

## Kariera klubowa
Swoją karierę piłkarską Sikely rozpoczął w juniorach klubu 1er Canton. W 1972 roku został zawodnikiem Olympique Marsylia. W sezonie 1972/1973 grał w jego rezerwach. 12 września 1973 zadebiutował w pierwszym zespole Olympique w pierwszej lidze francuskiej w wygranym 4:0 domowym meczu z CS Sedan, w którym strzelił dwa gole. W sezonie 1974/1975 wywalczył z Olympique wicemistrzostwo Francji.
Latem 1975 Sikely odszedł do drugoligowego SC Toulon. Grał w nim przez trzy lata i w 1978 roku wrócił do Olympique Marsylia. Spędził w nim rok. W sezonie 1979/1980 grał w drugoligowym FC Martigues. W 1980 roku odszedł do Montpellier HSC. W sezonie 1980/1981 wygrał z nim rozgrywki drugiej ligi i awansował do pierwszej. W sezonie 1981/1982 spadl z Montpellier do drugiej ligi. W 1982 roku odszedł do trzecioligowego FC Sète. W sezonie 1982/1983 awansował z nim do drugiej ligi. W 1985 roku odszedł do 1er Canton, a w 1986 roku zakończył w nim swoją karierę.
| Sezon   | Klub                 | Kraj    | Rozgrywki       | Mecze | Bramki |
| ------- | -------------------- | ------- | --------------- | ----- | ------ |
| 1972/73 | Olympique Marsylia B | Francja | Division 3      | ?     | ?      |
| 1973/74 | Olympique Marsylia   | Francja | Division 1      | 3     | 2      |
| 1974/75 | Olympique Marsylia   | Francja | Division 1      | 5     | 2      |
| 1975/76 | SC Toulon            | Francja | Division 2      | 26    | 8      |
| 1976/77 | SC Toulon            | Francja | Division 2      | 32    | 14     |
| 1977/78 | SC Toulon            | Francja | Division 2      | 29    | 9      |
| 1978/79 | Olympique Marsylia   | Francja | Division 1      | 18    | 1      |
| 1979/80 | FC Martigues         | Francja | Division 2      | 26    | 12     |
| 1980/81 | Montpellier HSC      | Francja | Division 2      | 33    | 4      |
| 1981/82 | Montpellier HSC      | Francja | Division 1      | 7     | 0      |
| 1982/83 | Montpellier HSC      | Francja | Division 2      | 1     | 0      |
| 1982/83 | FC Sète              | Francja | Division 3      | ?     | ?      |
| 1983/84 | FC Sète              | Francja | Division 2      | 29    | 2      |
| 1984/85 | FC Sète              | Francja | Division 2      | 2     | 0      |
| 1985/86 | 1er Canton           | Francja | DH Méditerranée | ?     | ?      |

## Kariera reprezentacyjna
W reprezentacji Wybrzeża Kości Słoniowej Sikely zadebiutował w 1983 roku. W 1984 roku został powołany do kadry na Puchar Narodów Afryki 1984. Na tym turnieju zagrał dwóch meczach grupowych: z Togo (3:0) i z Egiptem (1:2). W kadrze narodowej grał do 1985 roku.